# Nanni di Bartolo
Pour les articles homonymes, voir Di Bartolo et Bartolo.
Nanni di Bartolo dit aussi il Rosso est un sculpteur italien de l'école florentine du gothique tardif, documenté entre 1419 et 1451.

## Biographie
Peu d'informations nous sont parvenues sur sa vie si ce n'est la trace des commissions sur des travaux effectués sur le chantier de la cathédrale Santa Maria del Fiore de Florence de 1419 et de 1422, puis entre 1420 et 1421 pour une statue pour le campanile de Giotto, œuvre laissée incomplète du sculpteur Bernardo Ciuffagni. Il collabore avec Donatello à la réalisation de la statue d'Abraham et d'Isaac et ensuite en sculptant seul le Prophète Abdias pour les niches du second étage du campanile.
Son style est toujours celui du gothique tardif même dans l'atmosphère Renaissance qui règne à Florence.
De 1424 à 1435, il est noté à Venise pour des travaux à la décoration de la Basilique Saint-Marc ou peut-être au palais ducal, associé avec Lamberti.
Pour l'église de San Fermo à Vérone il a sûrement exécuté  le monument Brenzoni, signé et exécuté autour de 1426 et quelques parties décoratives du portail de l'église San Niccolò à Tolentino, datables entre 1432 et 1435, comme le médaillon représentant la Madonna col Bambino e due Santi.
Il est manifestement rentré à Florence car en 1451, il y est fait allusion à une ébauche en marbre.

## Œuvres
- Bas-relief en marbre de  San Francesco e la Madonna col Bambino, Museo di San Francesco de Greve in Chianti.
- Plusieurs statues de prophètes des niches du second niveau au campanile de Giotto.
- Monument Brenzoni (1426-1439), marbre associé à un tableau de Pisanello, S. Fermo Maggiore, Vérone
- Parties du portail de l'église San Niccolò à Tolentino
- Jugement de Salomon (1424-1438), statue  de coin de 200 cm, Palazzo Ducale, Venise

## Sources
- (it) Cet article est partiellement ou en totalité issu de l’article de Wikipédia en italien intitulé « Nanni di Bartolo » (voir la liste des auteurs).